# 伊野駅
伊野駅（いのえき）は、高知県吾川郡いの町にある、四国旅客鉄道（JR四国）土讃線の駅である。駅番号はK07。土讃線の志国土佐 時代の夜明けのものがたりを除く全特急列車が停車し、高知方面からの普通列車の一部が当駅で折り返す。
駅前にあるとさでん交通伊野線の伊野駅前停留場（いのえきまえていりゅうじょう）についてもここで記述する。

## 歴史
伊野には土佐電気鉄道（とさでん交通の前身）の伊野線が1907年に開業しているが、国鉄伊野駅が開業したのはそれより後の1924年のことである。須崎から延びてきた高知線（現在の土讃線）が高知まで開通した際に、土佐電気鉄道伊野停留場とは別の場所に開業した。伊野駅前停留場は国鉄伊野駅開業と同時に設置されたものの1944年に一旦廃止され、1958年に再度設置されている。

### 年表
- 1924年（大正13年）11月15日：国鉄の伊野駅開業[3]。あわせて土佐電気（のちの土佐電気鉄道）の伊野駅前停留場が開業[2][4]。伊野駅前停留場については当初「郡役所前」という停留場名だったともされる[4]。
- 1944年（昭和19年）4月1日：伊野駅前停留場が廃止[2][4]。
- 1950年（昭和25年）3月22日：昭和天皇のお召し列車が5分間停車。駅前奉迎が行われた（昭和天皇の戦後巡幸）[5]。
- 1958年（昭和33年）2月13日：伊野駅前停留場が再開業（新設認可）[2][4]。
- 1962年（昭和37年）12月11日：21時15分ごろ、伊野駅に強盗が入り、売上金8000円を奪われる事件が発生[6]。15日に犯人が自首し逮捕される[7]。
- 1987年（昭和62年）4月1日：国鉄分割民営化により、伊野駅がJR四国に移管。
- 2008年（平成20年）3月15日：ダイヤ改正により、すべての特急列車が停車するようになる。それまでは朝夕のみ停車していた。
- 2009年（平成21年）3月：伊野駅に設置されていたキヨスクが閉店。
- 2014年（平成26年）10月1日：土佐電気鉄道が高知県交通・土佐電ドリームサービスと経営統合し、とさでん交通が発足[8]。伊野駅前停留場はとさでん交通の停留場となる。
- 2021年（令和3年）8月7日：当年夏公開のアニメ映画『竜とそばかすの姫』の舞台となったことにちなみ、2022年（令和4年）3月2日までの期間限定で、当駅全体に作品のラッピングが施される[9]。
- 2024年（令和6年）3月16日：終日無人化[10][11]。

## 駅構造

### JR四国 伊野駅
ホームが地面に接して置かれる地上駅。ホームは南北に2面あり、北側のホームは片側にのみ線路が接する単式ホーム、南側のホームは両側に線路が接する島式ホームである。列車交換が可能。のりばは北から1・2・3番のりばと割り当てられ、1番のりばがある単式ホームと2・3番のりばがある島式ホームとの間は構内踏切によって連絡する。駅舎は単式ホーム側にある。
無人駅で、自動券売機が設置されている。2009年3月まではキヨスクも設置されていた。
トイレは駅舎高知方に隣接して建てられている。改札内外双方に設置されており、どちらも男女別の水洗式であるが、多機能トイレは改札外側にのみ設置されている。

#### のりば
| のりば | 路線    | 方向 | 行先                           | 備考                      |
| ------ | ------- | ---- | ------------------------------ | ------------------------- |
| 1      | ■土讃線 | 上り | 高知・土佐山田・高松・岡山方面 | 一部の普通列車は3番のりば |
| 2・3   | ■土讃線 | 下り | 須崎・窪川・中村方面           | 特急はすべて2番のりば     |

付記事項
- 特急は上りが1番のりば、下りが2番のりばからの発車となる。上り普通列車は1番のりばが基本であるが、特急の接続待ちを行う列車および当駅始発の列車は3番のりばを使用する。
- 下り普通列車は2番のりばが基本であるが、3番のりばを使用する列車もある。
- 朝5時半に当駅始発の高知行きと高知発22時50分に当駅止まりの列車は、当駅での夜間留置はせず、いずれも高知運転所より回送されてくる。

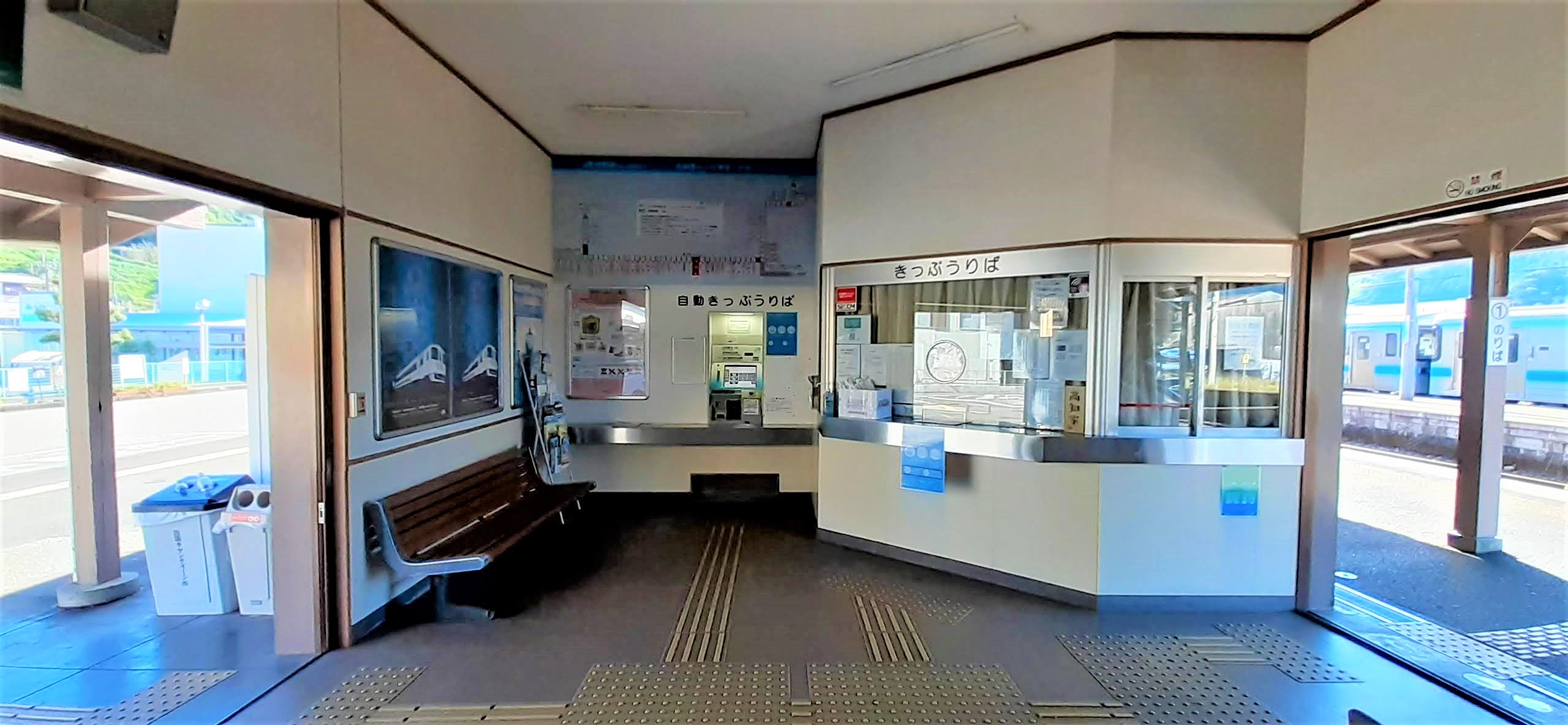
改札口（2021年8月）
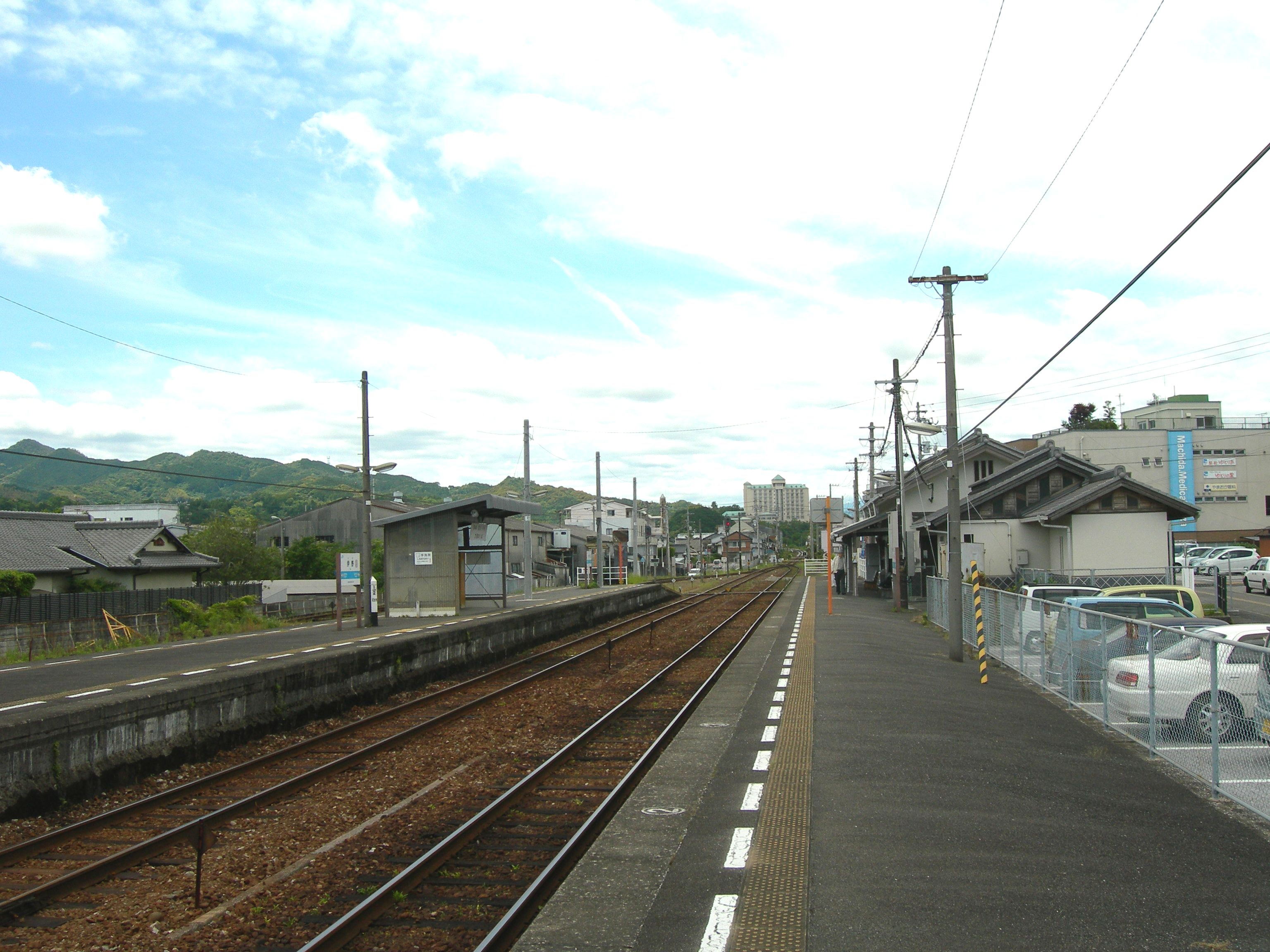
ホーム（2010年5月）

### とさでん交通 伊野駅前停留場
乗り場は2面あり、東西方向に伸びる単線の軌道を挟み込むように配される。ただし互いの乗り場の位置は東西方向にずれていて、東に伊野方面行きの乗り場、西にはりまや橋方面行きの乗り場がある。はりまや橋方面は簡素ながらも屋根を備えた安全地帯（ホーム）が設けられているが、伊野方面には何もない。

#### のりば
| のりば | 路線   | 方向 | 行先           | 備考                   |
| ------ | ------ | ---- | -------------- | ---------------------- |
| 南側   | 伊野線 | 下り | 伊野行き       |                        |
| 北側   | 伊野線 | 上り | はりまや橋方面 | 後免線・桟橋線直通含む |

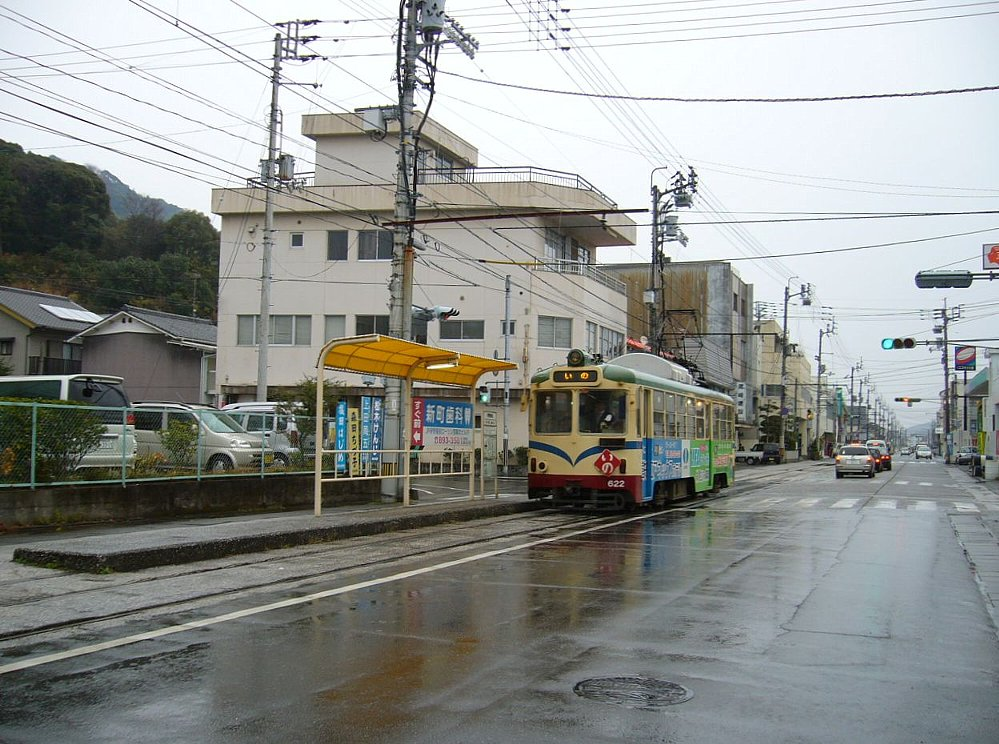
はりまや橋方面ホーム（2006年12月）

## 駅周辺

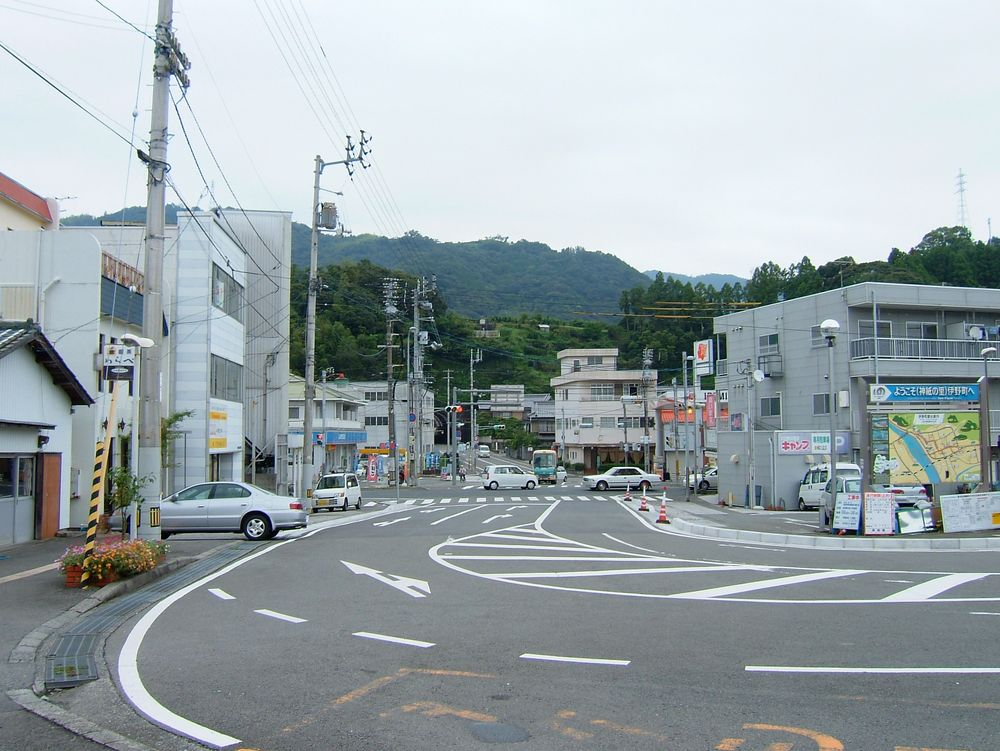
駅前風景（2006年8月）

駅の北、駅前広場の先の国道33号を渡るととさでん交通の停留場がある。
- 高知県道280号伊野停車場線
- いの町役場
- 仁淀消防組合消防本部
- 土佐警察署いの警察庁舎
- 高知県中央西土木事務所
- 伊野郵便局
- 高知県農業協同組合（JA高知県）伊野支所
- サニーマート伊野店

## バス路線
- 土佐市観光
  - 土佐市ドラゴンバス[16]
    - ド1：高知リハビリテーション学院 / 高岡営業所
    - ド2：市野々・波介方面
    - ド3：宇佐方面
- 県交北部交通
  - G1：高知駅
  - Z2・い2：北浦橋
  - Z3：土居
  - Z4・い4：長沢
  - い1：柳瀬営業所
  - い3・い4：すこやかセンター伊野
- いの町営バス[17]
  - 伊野循環線
    - 池ノ内経由天王方面
    - 波川経由天王方面
    - すこやかセンター伊野

## 隣の駅
四国旅客鉄道（JR四国）
■土讃線
- 特急「しまんと」「あしずり」停車駅

■普通
枝川駅 (K06) - 伊野駅 (K07) - 波川駅 (K08)
とさでん交通
伊野線
鳴谷停留場 - 伊野駅前停留場 - 伊野停留場